# 세인트필립구 (바베이도스)

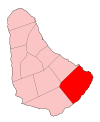
세인트필립구의 위치

세인트필립구(영어: Saint Philip)는 바베이도스 최동단에 위치한 구로 행정 중심지는 식스크로스로즈이며 면적은 60km2, 인구는 30,662명(2010년 기준)이다. 북서쪽으로는 세인트조지구, 북쪽으로는 세인트존구, 서쪽으로는 크라이스트처치구와 접한다.